# 작은 천사들
《작은 천사들》은 2004년 5월 28일에 MBC에서 방영한 베스트극장이다.

## 등장 인물

### 주요 인물
- 박지빈 : 나루 역
- 이영유 : 나리 역
- 정성화 : 동식 역

### 그 외 인물
- 김인문
- 양택조
- 정종준
- 이인철
- 문용민
- 권영현
- 김동석
- 김희라
- 강대중
- 황의권
- 손영순
- 유혜리미
- 강성화